# Notilamp
Notilamp är en sjö i Ockelbo kommun i Gästrikland och ingår i Gavleåns huvudavrinningsområde. Sjön har en area på 0,0367 kvadratkilometer och ligger 224,1 meter över havet.

## Delavrinningsområde
Notilamp ingår i det delavrinningsområde (674874-153231) som SMHI kallar för Mynnar i Gavleån. Medelhöjden är 240 meter över havet och ytan är 2,18 kvadratkilometer. Det finns inga avrinningsområden uppströms utan avrinningsområdet är högsta punkten. Vattendraget som avvattnar avrinningsområdet har biflödesordning 2, vilket innebär att vattnet flödar genom totalt 2 vattendrag innan det når havet efter 88 kilometer. Avrinningsområdet består mestadels av skog (94 procent). Avrinningsområdet har 0,04 kvadratkilometer vattenytor vilket ger det en sjöprocent på 1,7 procent.